# Kawisanyar
Kawisanyar is een bestuurslaag in het regentschap Gresik van de provincie Oost-Java, Indonesië. Kawisanyar telt 2736 inwoners (volkstelling 2010).